# Private (tidning)
Private är en pornografisk tidning, grundad i Stockholm 1965 av Berth Milton Sr. Den förnyade genren i form och stil, var den första sextidningen helt i fyrfärg och för sin tid mer grafiskt explicit än konkurrenterna. Tidningen ges ut av Private Media Group, som under senare år ägts av Tjeckien-baserade porrkoncernen WGCZ.

## Historia

### Bakgrund
Berth Milton fick sin första kamera vid sex års ålder, av en äldre släkting. Som barn var han tidigt intresserad av att ta reda på hur flickor såg ut, och redan som nioåring tog han avklädda foton av en tolvårig flicka som ville imponera. Milton var redan ett känt efternamn, eftersom den unge Berths far i drivit Miltons Tivoli, ett kringresande tivoli.
På 1960-talet arbetade Berth Milton som försäljare åt bilagenturen för Volkswagen. Med hjälp av inkomsterna från arbetet kunde han starta en sexbutik i Stockholm. Hans första kommersiella produkter var super-8-filmer, en verksamhet som dock spolierades på grund av cirkulation av dåliga piratkopior. Därefter började man marknadsföra samlarfoton av nakna svenska flickor, vilka såldes både i butiken och via postorder till flera länder.
Tidningen Private sades enligt utgivaren Milton vara inspirerad av de amerikanska herrtidningarna Playboy och Penthouse (grundade 1953 respektive 1965). Innehållet var dock redan från början mer sexuellt avancerat och explicit, och attityden mer i linje med 1970-talslanseringen Hustler.
Vid tiden för lanseringen av Private började begreppet sextidning ersättas av porrtidning, och tidningen bidrog till att permanenta det nya ordet. Private hade bättre papperskvalitet än andra tidningar i genren, trycktes i fyrfärg och hade en mer genomtänkt layout. Tidningen betraktades som mer "glassig" än konkurrenterna. Fotona var tagna av Milton själv och inte som hos tidens andra svenska sextidningar med material köpt från utlandet.
Tidningen lanserades omgående för en internationell publik, med texter på flera språk och den trespråkiga sloganen "Svenska flickor, Swedish girls, Schwedische Mädchen". Därmed kapitaliserade man direkt på den utomlands välkända föreställningen om "den svenska synden". I tidningen lyfte man fram blonda svenska kvinnor som både emanciperade och sexuellt tillgängliga. Modellerna exotiserades och sexualiserades även genom att många foton togs utomhus, i välkända svenska miljöer.

### Tidiga år
Ingen av de andra porrtidningarna på marknaden nådde en upplaga på över 5 000 exemplar. Miltons målsättning var 10 000 exemplar, för att kunna finansiera det dyrare fyrfärgstrycket; så småningom nådde man 40 000 i upplaga. Man gav inledningsvis ut Private som en kvartalstidning, och på förlaget fanns till att börja med fyra anställda (med individuellt ansvar för årets olika utgåvor).
Private blev vägledande för en rad andra nya svenska porrtidningar, som på olika sätt försökte kopiera tidningens framtoning, stil och innehåll. Den andra viktiga förläggaren i denna utgivning av Curth Hson Nilsson, med tidningarna Piff, Riff och Raff. I slutet av 1960-talet var pornografi ännu olagligt, och tidningarna utmanade därmed den rådande svenska lagstiftningen kring osedliga skrifter. Private och konkurrenterna såldes främst i ny specialbutiker för pornografi (porrbutiker), som råkade ut för olika razzior och beslag av sina tidningssortiment.
Miltons tidning baserade sig på fotoserier med korta beledsagande texter på flera språk. Fotoserierna presenterade modellerna så vardagligt som möjligt, men i ofta vulgära poser och med flitigt förekommande närbilder på könsorgan. Miltons tidning bidrog till etablerandet av begreppet hårdporr, genom sitt oförblommerade fokus på könsorgan och explicita sexuella poser och handlingar. Fotoserier med samlag – från 1967 – koncentrerade sig på den manliga blicken och var tänkta för en manlig läsekrets, medan lesbiska scener i ord och bild riktade sig till en manlig läsekrets.
Bland de fåtaliga längre texterna fanns Miltons ledare, där han i likhet med Hefner och Guccione genom deras Playboy respektive Penthouse förespråkade den fria sexualiteten och hävdade pornografi som en viktig del av tidens sexuella frigörelseprojekt. I inledningen till varje nummer fanns "Moral by Milton", där utgivaren själv fokuserade på samhällets dubbelmoral, betydelsen av onani och människors olikheter. Bildmaterialets grova karaktär begränsade mängden öppet stöd för Miltons publikation, men i nummer 4 (1967) syntes kompositören Bo Nilsson i tidningen – visserligen påklädd men ändå i ett avklätt sammanhang. Nilsson bidrog även med en erotisk novell till nummer 6 av tidningen.
I en ledare till nummer 7 (1967) publicerade Milton vad han själv hävdade var det första samlagsfotot i fyrfärg. Milton hade försökt få den svenska justitieministern att svara på vad som gick att trycka, men inte fått något tydligt svar. Runt 1967 beslagtod den svenska polisen till att börja med nästan hela upplagan, senare endast delar av upplagan.

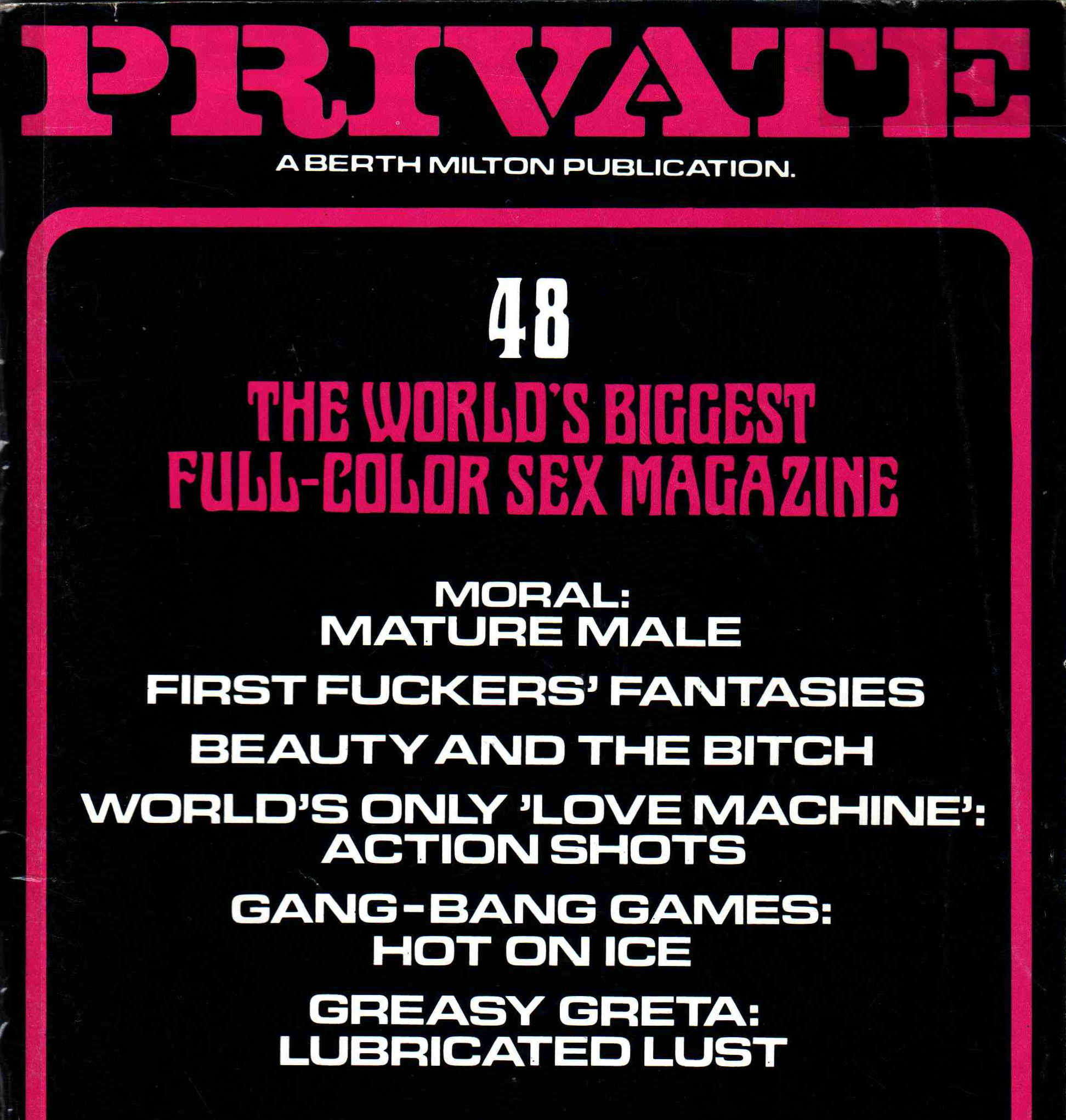
Framsidan på nummer 48 (1979). Presentationen av innehållet markerar den oförblommerat vulgära stil – jämför sexuellt "dirty talk" – som Private hade gemensam med bland andra Hustler.

Tidningen marknadsfördes tidigt som en månadstidning, men den faktiska utgivningen under det första decenniet var ofta i bästa fall kvartalsmässigt. Senare stabiliserades utgivningen till varannan månad. Logotypen med helfeta versaler och kraftiga seriffer, i arméinspirerat schablontypsnitt, lanserades cirka 1968.

### 1970-talet
Länge var tidningens omslag utan bilder, men omslagstexterna var tillräckligt suggestiva för att ge en uppfattning om innehållet. Och tidningens tredje sida presenterades som en "äkta" framsida, med en sexuellt explicit bild där framsidan hade en jämn färgton som bakgrund. Denna omslagsstil inleddes redan med nummer 11, utgivet 1969.
Under 1970-talet gynnades Private av den slutliga legaliseringen av pornografi i Sverige och många andra länder. Det medgav en vidare distribution, samtidigt som hänsyn fick tas till bland annat det svenska skyltningsförbundet för pornografiska bilder. Denna förpassade pornografin som sådan till den privata sfären, där den i dess olika varianter kunde fortsätta att utvecklas. Viss offentligen marknadsföring av den expansiva tidningen kunde dock göras, genom tidningens sexliberala anda, och 1970 sponsrade Milton Formel 3-föraren Rolf Skoghag.
Under de tidiga åren fanns det relativt mycket textmaterial i tidningen. Det inkluderade insändare, erotiska berättelser och olika krönikor. I nummer 9 (1967) recenserades den banbrytande konstutställningen Erotic Art i Lund. Från och med 1973 och något år framåt svarade Sveriges första auktoriserade sexolog Maj-Briht Bergström-Walan på insändarfrågor i varje nummer av Private.
1974 introducerade man tidningens mångåriga slogan The world's biggest full-color sex magazine. Då var tidningen på 84 sidor, och strax därefter växte man till 98 sidor (i vissa nummer ännu mer). Fram till 1979 stod Berth Milton Sr. som ensam fotograf av tidningens fotoserier.
I slutet av årtiondet (1978) lanserades systertidningen Pirate. Den hade en mer sporadisk utgivning, med än grövre material kopplad till våldspornografi eller olika fetischer. Vid samma tid hade bildmaterialet i Private börjat pressa olika innehållsgränser, med iscensättningar av exempelvis våldtäktsfantasier eller fisting. Tanken var dock att denna typ av material mer var lämpad för den nischade systertidningen. Pirate lades på is 1983, men återuppstod 1991 i en mindre nischad förpackning.

### 1980-talet
1982 introducerades den fasta avdelningen Cunt Contest. Den presenterades som en insändarspalt, där man sas presentera läsares (eller läsares flickvänners) könsorgan. Närbilderna på kön och skrev kompletterades med mindre ansiktsfoton och korta texter som i korta ordalag sas presentera personerna på bilderna. Detta "samlarbildsblock", med 4–5 unga kvinnor, var placerat strax före mittuppslaget med sin explicit presenterade utvikningsflicka.
| Vänster: Pierre Woodman (här med modellen Sophie Paris) var på 1990-talet del av omgörningen av Private. Höger: Rita Faltoyano, en av många ungerska modeller/skådespelerskor från Privates senare år. |  | Vänster: Pierre Woodman (här med modellen Sophie Paris) var på 1990-talet del av omgörningen av Private. Höger: Rita Faltoyano, en av många ungerska modeller/skådespelerskor från Privates senare år. |
| Vänster: Pierre Woodman (här med modellen Sophie Paris) var på 1990-talet del av omgörningen av Private. Höger: Rita Faltoyano, en av många ungerska modeller/skådespelerskor från Privates senare år. |  | |

| Dora Venter och Silvia Saint, två av tidningens modeller – tillika skådespelare – åren kring millennieskiftet. |  | Dora Venter och Silvia Saint, två av tidningens modeller – tillika skådespelare – åren kring millennieskiftet. |
| Dora Venter och Silvia Saint, två av tidningens modeller – tillika skådespelare – åren kring millennieskiftet. |  | |

Under decenniet skedde en fortsatt utveckling av tidningen. 1989 förbjöds produktion av våldspornografi i Sverige, och i samma veva flyttade Private sin utgivning till spanska Sant Cugat del Vallès (i Katalonien, strax utanför Barcelona). Man hade redan tidigare under årtiondet flyttat tryckningen av den internationellt distribuerade tidningen till Spanien.
I slutet av 1980-talet såldes Private i cirka 100 000 exemplar per nummer, varav 40 000 exemplar i Tyskland. Detta var dubbelt så stort som de andra bästsäljande tidningarna Foxy Lady och Color Climax.
Redan i slutet av 1960-talet presenterades de första kvinnliga modellerna med rakat kön. Långt in på 1980-talet var dock helrakat kvinnokön ovanligt, och först i och med 1990-talets nya redaktionsledning blev rakat standard.

### 1990-talet och senare år
1990 skedde en generationsväxling i förlagsledningen, i och med att grundarens son Berth Milton Jr. tog över kontrollen av tidningen och förlaget. Detta skedde efter en intern maktkamp.
Efter generationsbytet i bolaget skedde en förnyelse av produktsortimentet. Bland annat annat lanserades de båda systertidningarna Triple X (från 1994) och Sex (från 1996), även de med utgivning varannan månad. 1992 började den franske regissören Pierre Woodman prägla materialet – dubbelproducerat för film och fotoserie – i tidningen. En stor del av de kvinnliga modellerna hämtades under decenniet från de tidigare kommunistiska länderna i Central- och Östeuropa, och det flitigt analsexorienterade materialet fick en än mer påkostad och glättad presentation.
I Internetåldern har Privates betydelse som flaggskepp för bolaget minskat, och mer energi har lagts på video-, DVD- och Internet-distribution av det pornografiska materialet.
1998 noterades ägarbolaget på Nasdaq. Senare har bolaget köpts upp av det Tjeckien-baserade WGCZ, mest känd som ägare till världens största pornografiska webbplats XVideos.

## Utgivare och utgivning
Utgivningsförlaget har sedan starten varit känt under ett antal olika namn:
- 1965–1985 • Private Press, Stockholm
- 1985–1987 • Private Super Int'l AB, Stockholm
- 19xx–1997 • Private Media Group, Stockholm > Sant Cugat del Vallès
- 1998–2003? • Milcap Publishing Group

### Utgivning (påbörjad listning)
Nedan listas utgåvorna av tidningen, år för år, enligt de listade tryck- eller copyright-åren i tidningen (vilka är förvillande och i vissa fall kan leda till fel löpnummerordning). Endast utgåvor med listade tryckår noteras.

- 1965 –
- 1966 –
- 1967 – #3–4
- 1968 –
- 1969 – #11–13

- 1970 – #14–16
- 1971 – #17–23
- 1972 –
- 1973 – #25–28
- 1974 – #29–32, 34–37
- 1975 – #33
- 1976 – #38
- 1977 – #39–42
- 1978 – #43–45
- 1979 – #46–49, 51, 53

- 1980 –
- 1981 – #54
- 1982 – #55–58
- 1983 – #60–64
- 1984 – #65–69
- 1985 – #70–75
- 1986 – #76–79
- 1987 – #80–88
- 1988 – #89–96
- 1989 – #97

- 1990 – #98–101
- 1991 – #102–108
- 1992 – #109–114[21]
- 1993 – #115–120[22]
- 1994 – #121–126[23]
- 1995 – #127–132
- 1996 – #133–138[24]
- 1997 – #139–144
- 1998 – #145–150[25]
- 1999 – #151–156[26]

- 2000 – #157–162
- 2001 – #163–168[27]
- 2002 – #169–174
- 2003 – #175–180[28]
- 2004 – #181–186[29]
- 2005 – #187–192
- 2006 – #193–198[30]
- 2007 – #199–204
- 2008 – #205–[31]